# Henri-Gaston de Lévis
Pour les autres membres de la famille, voir Maison de Lévis.
Henri-Gaston de Lévis (1702 - 1787) est un prélat français, évêque de Pamiers.

## Biographie
Né au château de Léran, vicaire général de l'archevêché de Bordeaux, il est nommé évêque de Pamiers en 1741, confirmé le 20 décembre et consacré en février 1742 par l'archevêque de Bordeaux. Il obtient du pape Benoit XIV la sécularisation du chapitre de chanoines de sa cathédrale Saint-Antonin de Pamiers. Il soutient les jésuites en 1761 et se dévoue à la population pendant l'épidémie de suette de 1782. Il laisse le souvenir d'un prélat charitable.
En 1760, il fait construire, comme maison de campagne, le château de Longpré, à Varilhes. 
À sa mort, il laisse cette demeure à sa nièce, Louise Elisabeth de Lévis, mariée avec Joseph de Lévis, marquis de Lévis, baron de Gaudiès.